# Gottfried Weibel
Gottfried Weibel (* 14. Mai 1886 in Mauchenheim im Landkreis Alzey-Worms; † 1965 in Pirmasens) war ein deutscher Landrat.

## Leben
Gottfried Weibel studierte nach dem Abitur Rechtswissenschaften an der Friedrich-Alexander-Universität Erlangen-Nürnberg (Mitglied der Burschenschaft Germania Erlangen), der Humboldt-Universität zu Berlin und der Ruprecht-Karls-Universität Heidelberg. Nach dem juristischen Vorbereitungsdienst (Amtsgericht Dürkheim, Landgericht Frankenthal, Bezirksämter Dürkheim und Ludwigshafen) legte er 1913 das Assessorexamen (früher Staatskonkurs) ab. Im Ersten Weltkrieg musste er Kriegsdienst leisten. 
Nach dem Kriege kam er zur Bezirksregierung Pfalz, war Assessor in Germersheim und Frankenthal und später Regierungsrat beim Landesversicherungsamt der Pfalz. 1934 kam er in die Kommunalverwaltung zurück und übernahm die Funktion des Bezirksamtsvorstands (später Landrat) in Viechtach. In den Jahren von 1935 bis 1945 war er als Bezirksvorstand und ab 1939 als Landrat Leiter der Verwaltung des Landkreises Pirmasens.